# Българи в Япония
Българите в Япония са между 450 и 600 души, най-много те са в град Токио – 136 души.

## Култура

### Дружества
Български дружества са:
- Асоциация за приятелство Фукуяма/Фуджия – България, Фукуяма,
- Гражданско сдружение Клуб „София“,
- Комитет на Общонародно сдружение „Мати Болгария“,
- Японско-българска асоциация за приятелство.

### Културни формации
Български културни формации са:
- Фолклорна танцова група „Детелина“,
- Формация Bulgarian Folk Arts.